# Seigniorage
Als Seigniorage (ausgesprochen [zɛnjoˈraːʒ(ə)]) oder Geldschöpfungsgewinn, Münzgewinn, Münzeinnahmen, Schlagschatz oder Schlagsatz wird der von der Zentralbank erzielte Gewinn bezeichnet, der durch die Emission von Zentralbankgeld entsteht. Insofern ist der Nennwert von Geld gleich der Summe aus Stoffwert und Schlagschatz. Münzverschlechterungen verringern den Stoffwert und erhöhen die Seigniorage.
Bei kleinen Scheidemünzen und teuren Goldmünzen kann der Schlagschatz negativ sein. Ein negativer Geldschöpfungsgewinn, also ein Geldschöpfungsverlust bei hohem Kurswert zum Beispiel von Sammlermünzen mit kleinem Nominalwert, kann durch ein amtliches Aufgeld (Ausgabeaufschlag, Agio) ausgeglichen werden. Die Differenz zwischen Kurswert und Kaufpreis ist die Handelsspanne des Verkäufers. Eine zusätzliche Umsatzsteuer fließt de facto ebenfalls dem Münzherrn zu.

## Historisches
Der Begriff leitet sich aus dem französischen Wort seigneur für Feudalherr bzw. Lehnsherr ab, da diese im Mittelalter das ausschließliche Recht zur Münzprägung (das sogenannte Münzregal) hatten. Der Gewinn des Münzherrn aus der Geldschöpfung ergab sich in jener Zeit aus der Differenz von Metallwert und Produktionskosten einerseits und dem Wert der ausgegebenen Münzen andererseits. Da der Feudalherr in der Regel das Prägemonopol für Münzen hatte, fiel ihm auch der Seignioragegewinn zu. Wenn die Abbaukosten in eigenen Bergwerken und die Raffinationskosten in eigenen Scheideanstalten (Affination) zusammen unter dem Metallwert lagen, erhöhte die Differenz den Münzgewinn zusätzlich.
Die (anzustrebende) Höhe dieses Schlagschatzes wird in der frühen ökonomischen Literatur intensiv diskutiert. Zunächst ist die Berechtigung einer mäßigen Seigniorage unbestritten. Zum einen bedarf es der Deckung der Kosten der Prägung, so diese nicht der Allgemeinheit zu Last fallen sollen. Auf der anderen Seite steht der Nutzen der Prägung: Eine Münze hat einen höheren Nutzwert als ein gleich schweres Stück ungeprägten Edelmetalls. Liegt die Seigniorage niedriger als in den Nachbarländern, so wird ein Abfluss von Münzen in Nachbarländer befürchtet. Eine überhöhte Seigniorage führt (ähnlich wie eine Münzverschlechterung) zu Inflation. – Siehe dazu Kippertaler und Kursächsische Kippermünzstätten.

## Formen der Seigniorage
Seigniorage kann aus unterschiedlichen Blickrichtungen betrachtet und daher unterschiedlich definiert werden:

### Monetäre Seigniorage
Unter monetärer Seigniorage versteht man den Zuwachs des nominalen Bestandes an Zentralbankgeld:

„Unter Seigniorage versteht man die realen Erträge, die der Staat bzw. die Notenbank dank des Notenbankmonopols aufgrund der Tatsache erzielen kann, dass Private zinslos Zentralbankgeld halten“

Die so definierte Seigniorage S errechnet sich durch eine Bereinigung der in der Periode neu geschaffenen Zentralbankgeldmenge um die Inflation:
{\displaystyle S={m}\cdot {\frac {M}{P}}}, wobei m = der Anstieg der Zentralbankgeldmenge, M = die Zentralbankgeldmenge und  P = das Preisniveau sind.
Da die nominale Geldnachfrage durch Inflation und Wirtschaftswachstum ausgeweitet wird (siehe Quantitätsgleichung), steigt die Zentralbankgeldmenge und damit die monetäre Seigniorage durch diese Faktoren. Daher kann man die Seigniorage in eine Wachstumskomponente und eine Inflationskomponente zerlegen. Die zweite Komponente wirkt wie eine Inflationssteuer.
Die monetäre Seigniorage entspricht nicht dem Gewinn der Notenbank aus Zentralbankgeldschöpfung. Zu diesem Gewinn tragen ebenfalls unverzinste Mindestreserven der Kreditinstitute bei der Notenbank bei.

### Fiskalische Seigniorage
Unter fiskalischer Seigniorage versteht man den Ertrag des Staates aus monetärer Seigniorage. Während historisch das Recht zur Notenemission auch an Privatnotenbanken vergeben wurde (und die fiskalische Seigniorage dann aus den Konzessionsabgaben der Privatnotenbanken bestand), besteht heute fast überall ein Notenbankmonopol für die Schaffung von Bargeld. Deshalb fließt nur ein Teil der Seigniorage direkt der Notenbank (bezüglich der Banknoten und Zentralbankguthaben) und dem Staat als Inhaber des Münzregals (bezüglich der Münzen) zu.
Indirekt fließt die Seigniorage jedoch immer dem Staat zu. Sofern der Staat direkten Zugriff auf die Notenbank hat, kann er die neu geschaffenen Mittel direkt verwenden. Im Falle unabhängiger Notenbanken erhält der Staat die Seigniorage über die Ausschüttung des Gewinns der Notenbank. So konnte 1987 das Schatzministerium in Großbritannien im Haushaltsplan den Gegenwert der neugedruckten Banknoten und Münzen in Höhe von 1,05 Milliarden Pfund Sterling einplanen. Im selben Jahr wurden in Deutschland Banknoten in Höhe von 11,9 Milliarden DM neu herausgelegt. Die deutsche Bundesregierung konnte jedoch nur über den Bundesbankgewinn von 0,3 Milliarden DM verfügen.  Der Gewinn aus den Banknoten entsteht bereits bei der Schöpfung des dahinterstehenden Zentralbankgeldes und ist weitaus geringer als der aufgedruckte Wert. Er besteht aus dem Zinsgewinn, da Bargeld keine Zinsen einbringt, und nicht aus dem Wertunterschied zwischen Papierwert und Produktionskosten einerseits und aufgedrucktem Wert andererseits.
Die Seigniorage stellt damit einen Teil der Staatseinnahmen dar. Die Wirkung der Seigniorage entspricht dabei einer Steuer auf die Bargeldhaltung. In der Finanzwissenschaft wird daher ein Konzept der „optimalen Seigniorage“ diskutiert: Eine optimale Seigniorage ist erreicht, wenn die gesellschaftlichen Grenzkosten (z. B. eine Verzerrung der Steuerungsinformationen der Preise oder die Erzeugung von Inflation) der Seigniorage denjenigen der anderen Steuern entsprechen. Empirisch lässt sich feststellen, dass in der Tat die Seigniorage in Staaten mit wenig effizienten Steuersystemen einen höheren Beitrag zur Finanzierung der Staatsausgaben leistet, als in Staaten mit effektiven Steuersystemen.

### Alternativkostenkonzept der Seigniorage
Die Seigniorage kann auch über Opportunitätskosten definiert werden. Aus Sicht der Privathaushalte entspricht die Seigniorage den Kosten der Bargeldhaltung, also den entgangenen Zinsen, die bei einer verzinslichen sicheren Anlage erzielt werden könnten.
{\displaystyle S={i}\cdot {\frac {M}{p}}.}
| {\displaystyle i} | sicherer Tagesgeldzinssatz |
| {\displaystyle M} | Zentralbankgeldmenge       |
| {\displaystyle p} | Preisniveau                |

Dies entspricht der Kalkulation der Bargeldbestände in der Notenbankbilanz. Die Bargeldbestände sind dort passiviert. Gemäß der Marktzinsmethode entspricht der Konditionsbeitrag dem Overnight-Satz, da die Banknoten unverzinst sind.
Opportunitätskosten der Geldhaltung entstehen aber nicht nur den Privathaushalten, sondern auch den Geschäftsbanken, soweit ihre Einlagen bei der Notenbank unverzinslich sind oder der Zinssatz unter dem Alternativzins liegt.